# NGC 21
NGC 21 (còn được gọi là NGC 29) là một thiên hà xoắn ốc trong chòm sao Andromeda. Nó được phát hiện bởi William Herschel vào năm 1790. Lewis Swift đã quan sát nó một lần nữa vào năm 1885, dẫn đến danh sách kép của nó trong Danh mục chung mới. 

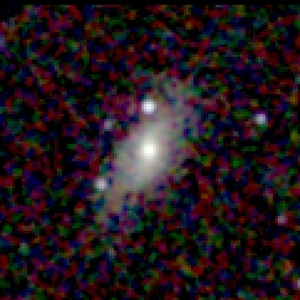
NGC 21 trong hồng ngoại